# La Croseta
La Croseta (en francès Lacrouzette) és un municipi francès, situat al departament del Tarn i a la regió d'Occitània.

## Demografia
| 1962                                       | 1968  | 1975  | 1982  | 1990  | 1999  | 2007  |
| ------------------------------------------ | ----- | ----- | ----- | ----- | ----- | ----- |
| 1.313                                      | 1.572 | 1.862 | 1.955 | 1.854 | 1.753 | 1.785 |
| Des de 1962: població sense dobles comptes |       |       |       |       |       |       |

## Administració
| Període | Identitat     | Partit |
| ------- | ------------- | ------ |
| 2008-   | François Bono |        |